# Гонка за лидером

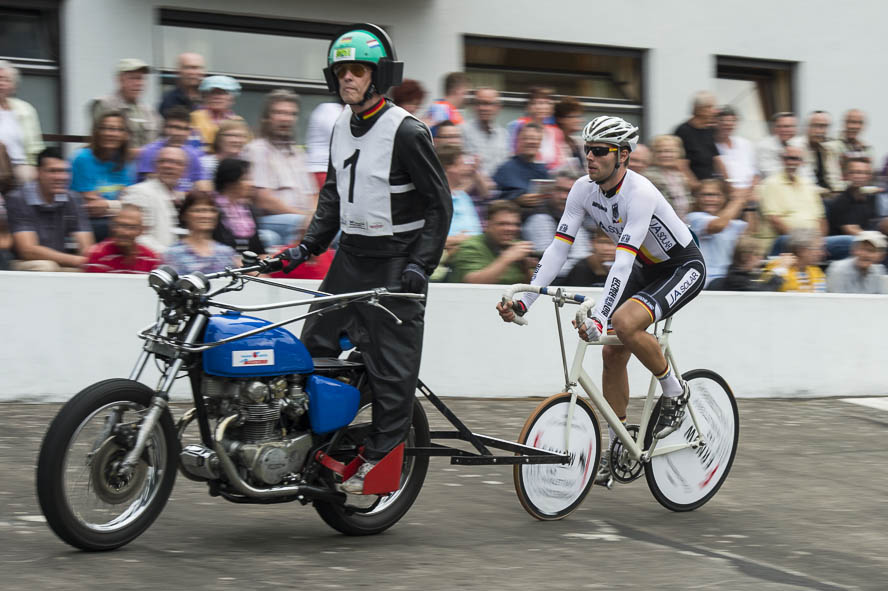
Лидер и стайер

Гонка за лидером — вид велотрековой гонки, в которой каждый гонщик преодолевает дистанцию, следуя за лидером, едущим на мотоцикле. Велосипедист именуется стайером, а мотоциклист  — лидером.

## История
После шестидневных велогонок, в которых соревнования проходили индивидуально и почти без перерыва, общественность решает обратиться сначала к соревнованиям на скорость, а затем к гонкам на средние дистанции.
В первые годы соревнования проводились без «лидера», затем в их роли выступали специальные многоместные велотандемы — четырёх, пяти или шестиместные. Первоначально гонщики мало соревновались непосредственно друг с другом нежели в установлении рекордов на расстояние (от 100 км и больше) или время (от 24 часов и более), так что «остаться» или «непрерывное вождение» на самом деле можно было бы воспринимать буквально. С конца 19-го века в качестве лидера стали использовать мотоциклы. Одними из известных гонщиков того времени были Виктор Линар и Леонард Мередит
Особенно опасными были соревнования в период Второй мировой войны, так как материалы из которых изготавливался инвентарь, особенно покрышки, был не лучшего качества, а скорости иногда превышали 100 км/ч, что приводило к авариям в том числе и со смертельными исходами.
В настоящие время аудитория у данного вида не столь многочисленна как в 70-80 года XX века., но до сих пор реакция аудитории на стайер гонки не так велика, как это было 20 или 30 лет назад, где до сих пор десятки тысяч оводятся ежегодно продолжают.

## Соревнования
Чемпионат мира среди любителей проходил с 1893 по 1914 и с 1958 по 1992 году. Среди профессионалов — с 1895 по 1994 года, за исключением перерывов вызванных мировыми войнами. В 1993 году произошло объединение любительских и профессиональных чемпионатов.
Наиболее титулованным среди любителей является британец Леонард Мередит выигравший 7 раз чемпионат с 1900 по 1910 год. Среди профессионалов рекордсмен испанец Гильермо Тимонер — 6 побед в период с 1955 по 1965 год. Немецкий спортсмен Карстен Подлещ выиграл последний проводимый чемпионат как среди любителей (1992 год), так и среди профессионалов (1994 год).
Чемпионат Европы сначала в проходил с 1896 по 1920 год с перерывами, а затем с 1948. С 1995 года становится открытым и главным турниром  после прекращения проведения чемпионатов мира. С 2016 года в ходит в программу основного Чемпионат Европы.
Также проводятся соревнования в ряде европейский стран (в основном в Германии, Швейцарии и Нидерландах) где данный вид остаётся популярным.

## Регламент

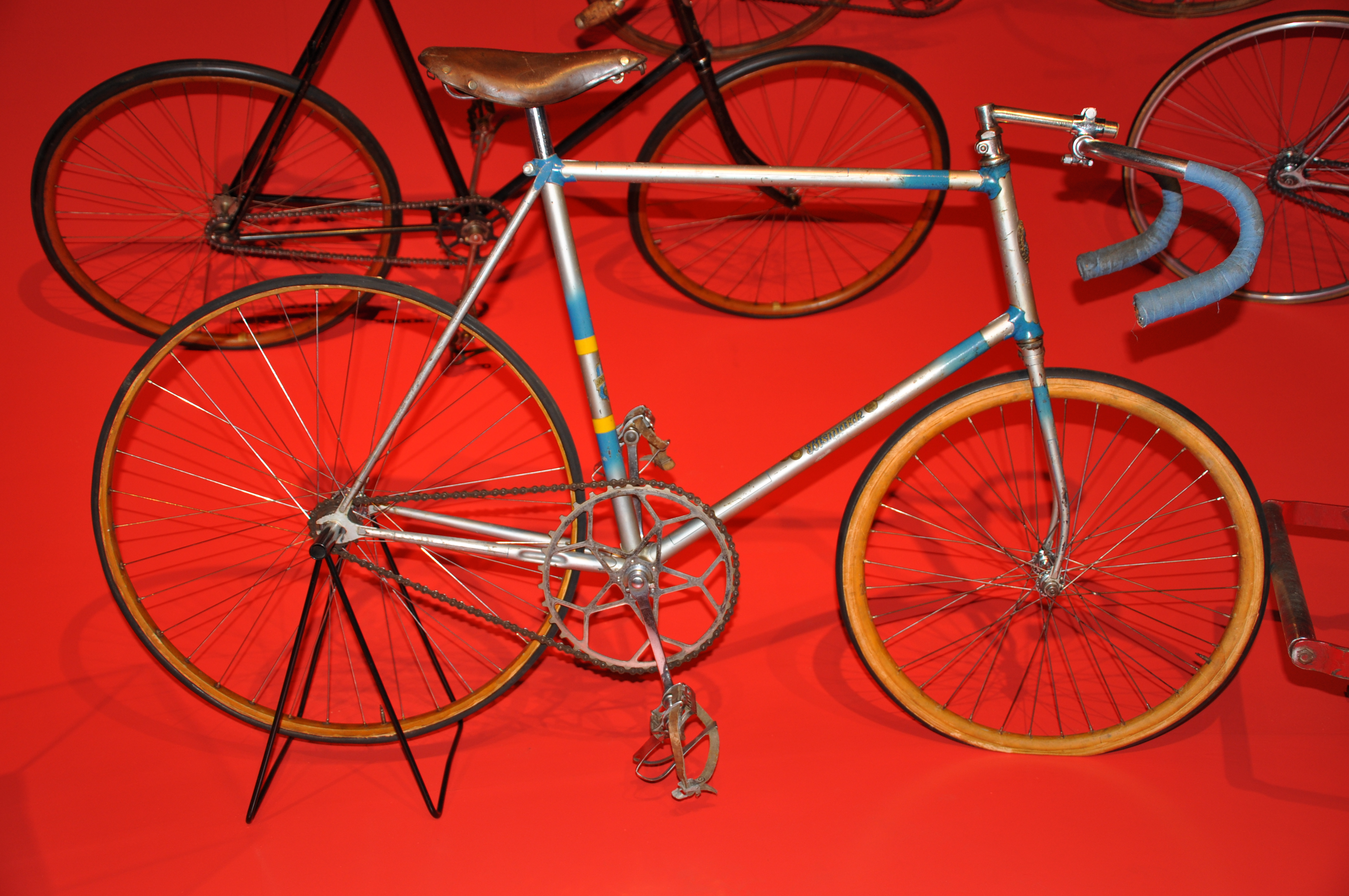
Велосипед

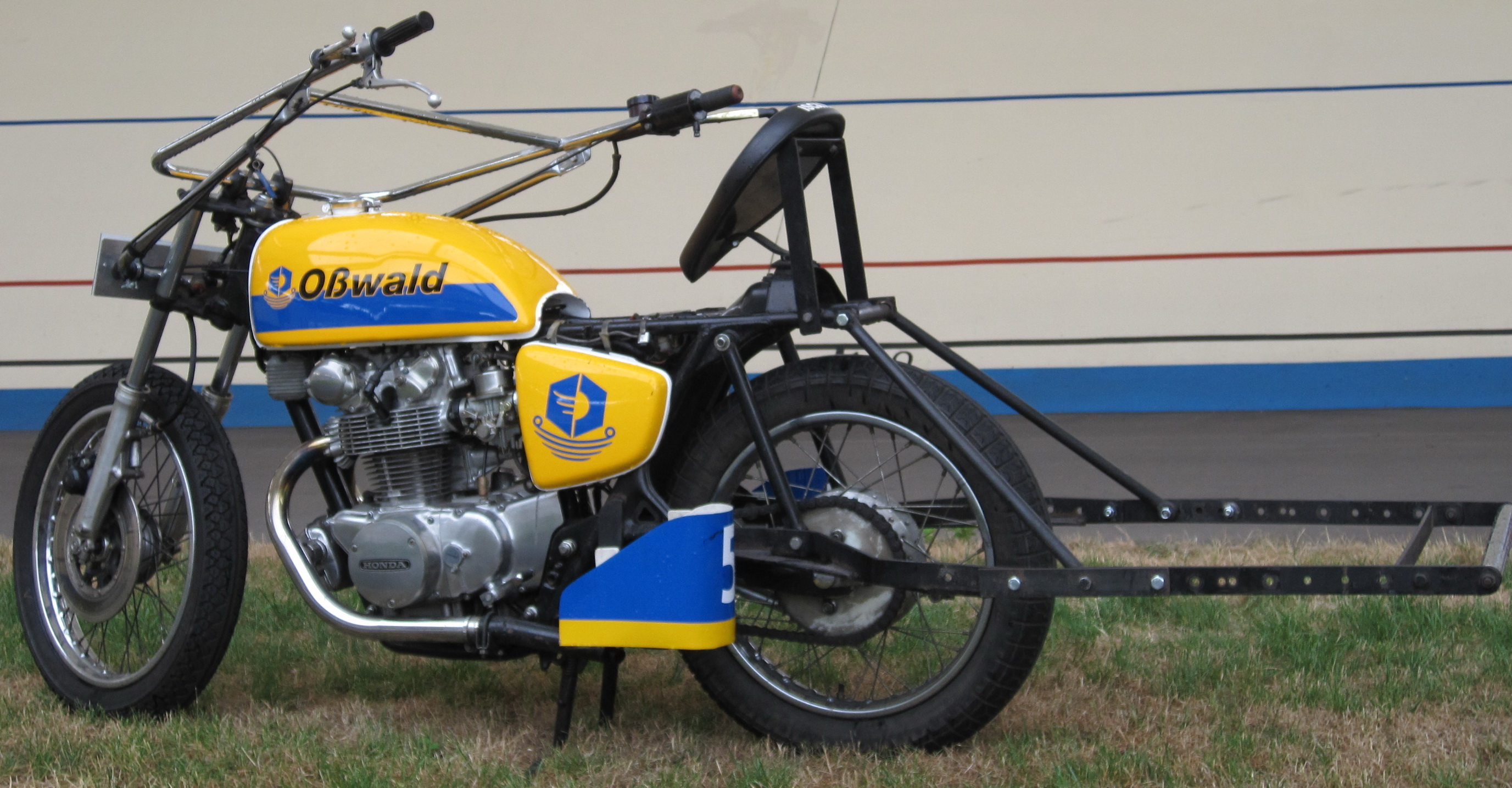
Мотоцикл

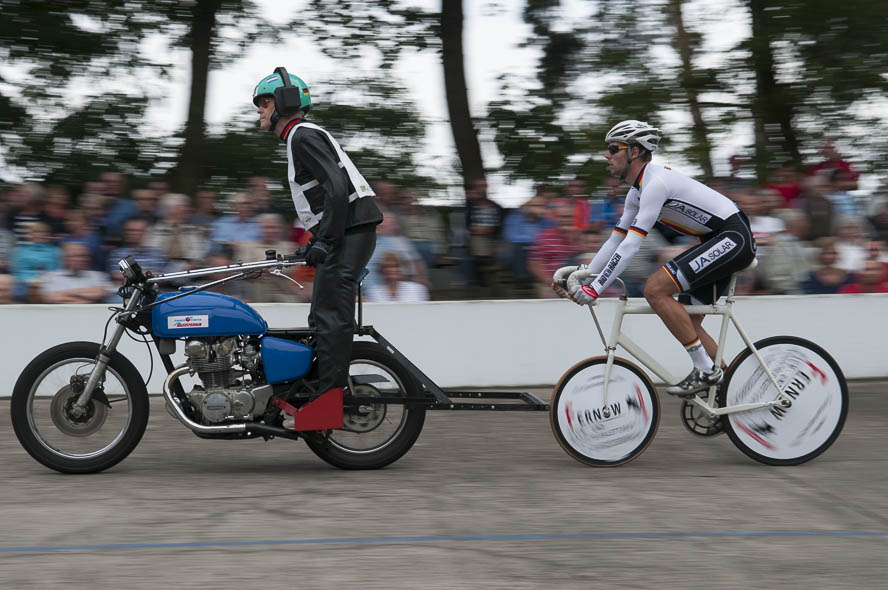
Во время гонки

### Велосипед
Для гонок используются специальные велосипеды. У них меняется вилка для установки переднего колеса меньшего диаметра, что позволяет быть ближе к мотоциклу для получения выгоды от нахождения в «воздушном мешке» создаваемым им. Из соображений безопасности в результате высоких скоростей для повышения прочности велосипеды изготавливают из стали. Вынос руля и седло часто соединяются с рамой дополнительными металлическими стержня для повышения уровня безопасности. Также гонщики используют ведущую звёздочку с 60 или 70 зубьями.

### Мотоцикл
Для гонок в основном используют более старые модели мотоциклов. Они имеют ряд специальных характеристик: одноцилиндровый двигатель большего объёма с низкой частоты вращения двигателя, издающий глубокий звук допустимый к восприятию на крытых треках. Характеристики крутящего момента двигателя позволяет делать быстрое ускорение на низких скоростях. Удлинённые назад ручки руля, приподнятая к верху задняя часть седла и специальные подножки позволяет пилоту управлять мотоциклов в вертикальном (стоячем) положении для обеспечения наибольшего слипстрима. В задней части мотоцикла на специальной конструкции располагается широкий свободно вращающийся ролик предотвращающий наезд велосипедного колеса на мотоцикл.
Для снижения влияния шума двигателя на голосовое общение между лидером и стайером пилот мотоцикла использует специальные наушники без задней стенки.

### Правила
Гонки за лидером могут проводиться:
- на время (1 час);
- на дистанцию:
  - предварительные заезды (25 км);
  - финальные заезды (2 заезда по 30 км, интервал между заездами — 30 минут)

Все заезды должны проводиться в один и тот же день.
Должно быть организовано не менее двух предварительных заездов по 8 гонщиков в каждом.
Позиция гонщиков на старте каждого заезда и расположение мотоциклов определяется жеребьёвкой на треке перед гонкой, однако во втором финальном заезде жеребьёвка не проводится: используется порядок, обратный порядку первого финального заезда.
Старт в гонке дается при выстреле из стартового пистолета. После прохождения одного круга гонщики должны занять позицию за своим лидером.
Любой гонщик, отставший от лидера гонки более, чем на 5 кругов, снимается с гонки.
В зависимости от числа предварительных заездов в каждом заезде отбирается определенное число гонщиков:
- 2 заезда — по 3 гонщика, показавших лучшее время, плюс четвертый гонщик из наиболее быстрого заезда;
- 3 заезда — по 2 гонщика, показавших лучшее время, плюс третий гонщик из наиболее быстрого заезда;
- 4 и более заездов — один гонщик — победитель заезда, плюс гонщик, занявший второе место в наиболее быстром заезде, так, чтобы в финале принимало участие не более семи гонщиков.

В финальных заездах гонщикам начисляются очки:
| Занятое место | Очки |
| ------------- | ---- |
| 1             | 50   |
| 2             | 35   |
| 3             | 25   |
| 4             | 17   |
| 5             | 11   |
| 6             | 7    |
| 7             | 4    |

Места гонщиков определяются по сумме очков, набранных ими в двух заездах. В случае равенства очков позиция гонщика определяется местом, занятым в наиболее быстром заезде.